# Miķelis Gruzītis
Miķelis Gruzītis (29. září 1940 – 26. prosince 2019) byl lotyšský hudebník a veřejně známá osobnost.

## Životopis
Narodil se roku 1940 jako jediný syn ze sedmi dětí farmáře Rolanda Gruzītise a jeho manželky Anny. Historii jeho rodiny v jeho rodném domě lze vysledovat až do roku 1630. Dříve bylo toto místo známo jako Lattisch Gruzitis.  V roce 1869 odkoupili předci M. Gruzītise tuto zem od panství. Po druhé světové válce byl jeho otec předsedou místního kolchozu, ale v roce 1954 odtamtud odešel.
Miķelis Gruzītis studoval na Lubánské střední škole, zpíval ve školním sboru, byl také vášnivým cyklistou. Ve věku 17 let ukončil své vzdělání, pracoval v dolomitovém dole v Akmeņtacis, navštěvoval řidičské a zámečnické kurzy v Liepāji. Sloužil v technickém oddílu údržby letadel letectva Rudé armády na poloostrově Kola. Od roku 1963 M. Gruzītis pracoval na stavebním úřadu pro rekultivaci půdy v Lubāne.
V létě 1988 se podílel na založení okresní pobočky politického hnutí Latvijas Tautas fronte (Lotyšská lidová fronta, LTF) a v říjnu 1988 se zúčastnil zakládajícího kongresu LTF v Rize.
Miķelis Gruzītis pracoval 34 let jako starosta města Lubāna.

## Hudební tvorba
Gruzītis získal větší popularitu v roce 1990 poté, co se objevil v pořadu lotyšské televize LTV "Savai zemītei" (Své zemičce) .
Nejznámější Gruzītisovy písně jsou "Pārdomu vējš", "Aiviekstes ozoli", "Aiviekstes ozoli" a "Pagaidi mazliet". Ze všech Gruzītisových písní se však největší popularitě těšila píseň „Pārdomu vējš“, která získala druhé místo v soutěži Mikrofona aptauja z roku 1992. 
Gruzītis neznal noty, takže všechny skladby nahrával na diktafon. Tématem většiny písní je vlastenectví, nemálo z nich také úzce souvisí s rodným krajem hudebníka. 